# Alejandro de Abonutico

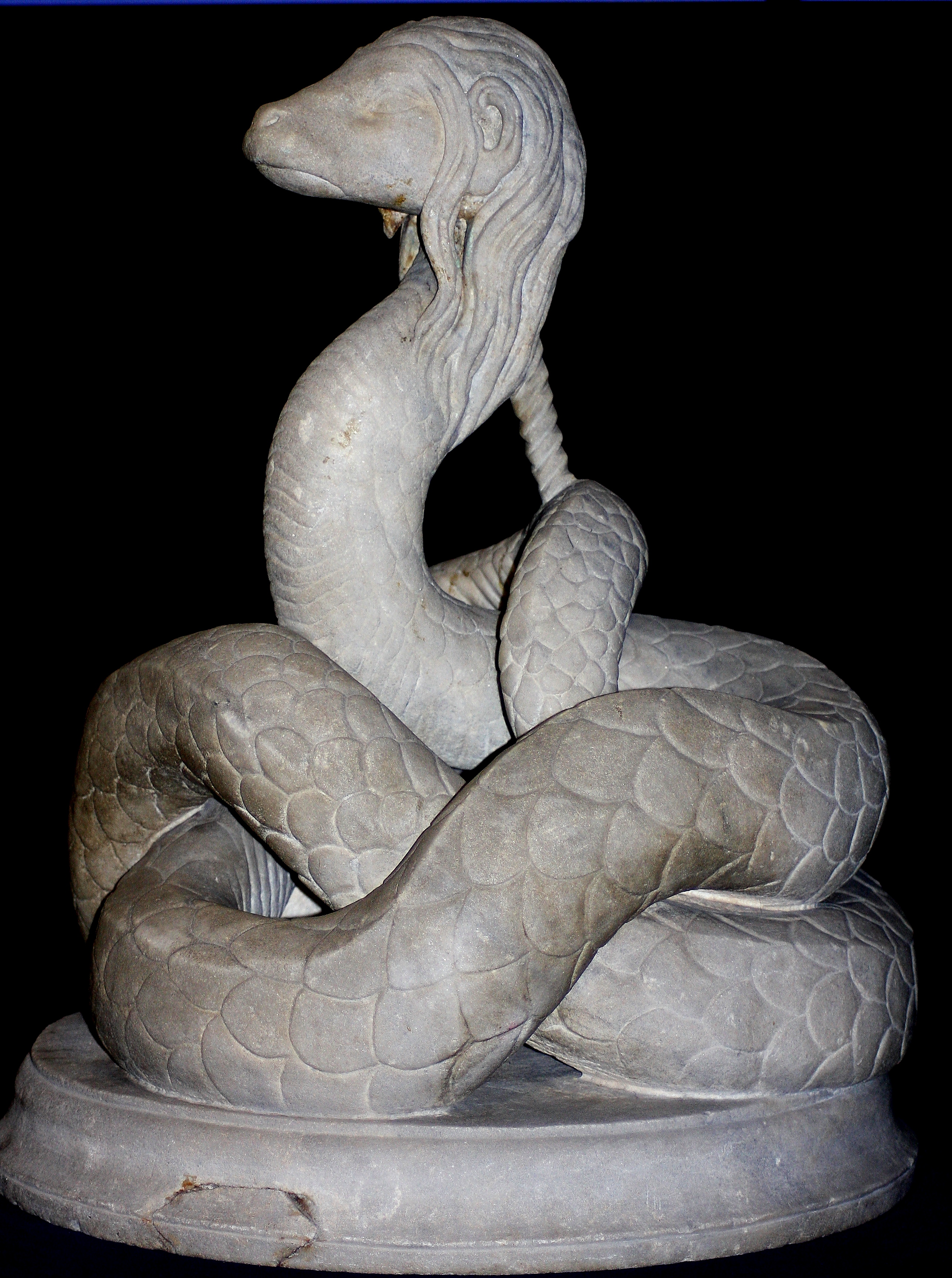
Estatua del siglo II del dios serpiente Glicónn en el Museo de Historia Nacional de Constanza, Rumanía.

Alejandro de Abonutico (en griego Ἀλέξανδρος ὁ Ἀβωνοτειχίτης) o Alejandro el Plafagonio (105-175) fue un taumaturgo griego de Asia Menor que nació en Abonutico (Paflagonia). 
Según Luciano de Samosata, que le dedicó un demoledor trabajo titulado Alejandro o el falso profeta, era un famoso impostor y autor de oráculos falsos. El vívido relato de su carrera dado por Luciano podría considerarse ficticio de no ser por la corroboración de ciertas monedas de los emperadores Lucio Vero y Marco Aurelio, y de una estatua de Alejandro mencionada por Atenágoras que se erigió en el foro de Pario.

## Biografía
Tras un periodo de instrucción en medicina a cargo de un médico que también, según Luciano, era un impostor, logró fundar un oráculo de Esculapio en su ciudad natal. Habiendo circulado una profecía sobre que el hijo de Apolo iba a nacer de nuevo, se inventó que podría hallarse en los cimientos del templo a Esculapio, entonces en construcción en Abonutico, un huevo en el que una pequeña serpiente viva había sido puesta. En una época de superstición en la que nadie tiene mejor reputación de crédulos que los paflagonios, Alejandro tuvo pocas dificultades para convencerlos del segundo advenimiento del dios bajo el nombre de Glicón. Una gran serpiente domesticada con una falsa cabeza humana, enrollada en torno al cuerpo de Alejandro cuando éste se sentaba en un altar en el templo, daba autophones u oráculos no solicitados, si bien los métodos normalmente practicados eran los de los numerosos oráculos de la época, de los que Luciano proporciona un relato detallado: la apertura de peticiones selladas con hojas calentadas, un cuidadoso plan para falsificar los sellos rotos, y dar respuestas vagas o carentes de sentido a preguntas difíciles, junto con un lucrativo chantaje a quienes tales peticiones resultaban comprometedoras. La reputación del oráculo, que en origen fue médico, se difundió, y con él crecieron los hábiles planes de Alejandro.
Alejandro estableció un «gabinete de inteligencia» en Roma, instituyó misterios como los eleusinos, de los que sus particulares enemigos los cristianos y epicúreos fueron excluidos como «profanos», y celebró un matrimonio místico entre sí mismo y la luna.
Durante la plaga del año 166 un verso del oráculo fue usado como amuleto e inscrito sobre las puertas de la casas como protección, y se envió un oráculo de Alejandro, a petición de Marco Aurelio, al ejército romano en el Danubio durante la guerra con los marcomanos, declarando que la victoria seguiría al lanzamiento de dos leones vivos al río. El resultado fue un gran desastre, y Alejandro tuvo que recurrir a las viejas nimiedades del oráculo de Delfos a Creso para dar una explicación.
En Roma logró que cambiaran el nombre de su ciudad por el de Ionópolis (ciudad de la serpiente), en honor de Glicón.
Las propias investigaciones de Luciano sobre los métodos fraudulentos de Alejandro llevaron a un serio intento de asesinato. El relato completo da una descripción gráfica de los entresijos de uno de los muchos nuevos oráculos que surgieron en este periodo. Alejandro poseía una destacable belleza y la arrolladora personalidad de los charlatanes de éxito, y debió haber sido un hombre de considerables capacidad intelectual y poder de organización. Por cada oráculo se cobraba un dracma y dos óbolos y llegó a hacerse inmensamente rico.
Murió de gangrena en la pierna a la edad de 70 años.